# Utulei
Utulei est un village des Samoa américaines, un territoire des États-Unis situé dans l'océan Pacifique. La ville se trouve sur l'île Tutuila, la même île que la capitale Pago Pago.
C'est ici que se trouve le bureau du gouverneur ainsi que l'hôtel Rainmaker.